# (3208) Lunn
(3208) Lunn est un astéroïde de la ceinture principale.

## Description
(3208) Lunn est un astéroïde de la ceinture principale. Il fut découvert le 3 mai 1981 à la station Anderson Mesa par Edward L. G. Bowell. Il présente une orbite caractérisée par un demi-grand axe de 3,12 UA, une excentricité de 0,10 et une inclinaison de 2,3° par rapport à l'écliptique.

## Compléments